# Donna Mills
Donna Jean Miller, lepiej znana jako Donna Mills (ur. 11 grudnia 1940 w Chicago) – amerykańska aktorka i producentka telewizyjna.

## Życiorys
Urodziła się i dorastała w Chicago, w stanie Illinois jako córka Bernice, nauczycielki tańca, i Franka, badaczka rynku. Uczęszczała do Garveta Elementary School i ukończyła Taft High School. Jako nastolatka uczęszczała na lekcje baletu. Studiowała dramat na Uniwersytecie Illinois w Urbanie i Champaign, gdzie była członkiem Sorority Delta Gamma. 
Swoją pierwszą profesjonalną rolę aktorską zagrała w sztuce Neila Simona Przyjdź i zadmij w róg (Come Blow Your Horn) w Drury Lane Theatre w Chicago. Później została obsadzona w produkcji My Fair Lady, która sprowadziła ją do Nowego Jorku.
W 1966 wystąpiła jako Rocket w operze mydlanej CBS The Secret Storm. Na dużym ekranie pojawiła się jako Alice Keenan w dreszczowcu Larry’ego Peerce Incydent (The Incident, 1967) z Martinem Sheenem, Beau Bridgesem i Brockiem Petersem. Wkrótce powróciła na mały ekran rolą Laura Donnelly Elliott w operze mydlanej CBS Love is a Many Splendored Thing (1967–1970). Zagrała też w dreszczowcu Clinta Eastwooda Zagraj dla mnie Misty (Play Misty for Me, 1971) u boku Jessiki Walter.
Jest laureatką trzech nagród Soap Opera Diges (1986, 1988, 1989) za rolę Abby Fairgate Cunningham Ewing Sumner w operze mydlanej CBS Knots Landing (1980–1989). W 2015 otrzymała Daytime Emmy Award za postać Madeline Reeves w operze mydlanej ABC Szpital miejski (2014–2015, 2018).

## Filmografia
- 1966: The Secret Storm jako Rocket
- 1967–1970: Love Is a Many Splendored Thing jako Laura Donnelly Elliott
- 1973: Gunsmoke jako Cora Sanderson
- 1975: Hawaii Five-O jako Marcia Bissell
- 1976: Sierżant Anderson jako Tamee Swanson
- 1978: Statek miłości jako Jeannie Carter
- 1985: Alicja w Krainie Czarów jako Róża
- 1980–1989, 1993: Knots Landing jako Abby Fairgate Cunningham Ewing Sumner
- 1994: Życie jak sen jako Ashlyn
- 1996–1997: Melrose Place jako Sherry Doucette
- 2007: Dowody zbrodni jako Lauren Williams
- 2008–2010: Bez skazy jako Lulu Grandiron
- 2009: Seks, kasa i kłopoty
- 2012: Świętoszki z Dallas jako Bitsy Lourd
- 2014–2015, 2018: Szpital miejski jako Madeline Reeves
- 2015: Joy jako Priscilla
- 2016: Rekinado 4: Niech szczęki będą z tobą jako Supervisor Wink
- 2018: Lekkie jak piórko